# Rigmani
Rigmani (węg. Rigmány) – wieś w Rumunii, w okręgu Marusza, w gminie Neaua. W 2011 roku liczyła 248 mieszkańców.